# Delia linearis
Delia linearis är en tvåvingeart som först beskrevs av Stein 1898.  Delia linearis ingår i släktet Delia och familjen blomsterflugor. Arten är reproducerande i Sverige. Inga underarter finns listade i Catalogue of Life.